# 褚淵
褚淵（435年—482年9月19日），字彥回，河南陽翟（今河南省禹州市）人。官至南齊司空，領驃騎將軍、侍中、錄尚書事，封爵南康郡公，位極人臣。其人外貌俊美有儀容且通音律，尤以琵琶為甚。為著名士族河南褚氏的一員，父親是宋尚書左僕射褚湛之，母親為側室郭氏，嫡母始安哀公主、吳郡公主。褚淵歷仕宋齊兩代，他不僅是宋明帝的顧命大臣，更是蕭齊的開國元勛，他向宋明帝推薦蕭道成任要職，後又多次協助道成，令道成藉以篡宋稱帝。褚淵在南朝宋齊皆位列三公且身居公侯，但當時及後世都對褚淵在政治上的作為有很大非議，認為他有負明帝臨終託付，將江山拱手相讓給南齊。

## 生平

### 年少經歷
宋文帝元嘉十二年（435年）
褚淵出自著名士族河南褚氏，年輕時在當世就有聲譽，娶宋文帝之女南郡獻公主，拜駙馬都尉，姑姪二人都相繼嫁給褚淵父子（始安哀公主為南郡獻公主之姑）。褚淵而後歷任著作佐郎、太子舍人、太宰參軍、太子洗馬及秘書丞等官。
元嘉三十年（453年）-18歲
劉宋太子劉劭弒父（宋文帝）篡位後，曾命其父褚湛之為吏部尚書、丹陽尹以統領石頭城防守事務。而後面對孝武帝的討伐，命其父領水軍和他一同進攻對方據點新亭壘。不過湛之此時卻帶著褚淵和褚澄乘上輕舟南奔孝武帝陣營，劉劭遂殺了褚淵剛出生的兒子。
宋孝武帝大明四年（460年）-25歲
其父劉宋尚書左僕射都鄉侯褚湛之去世，年五十。褚淵因此承襲父親的爵位都鄉侯(鄉侯的一種，封地在野者稱為鄉侯，封地在城郊或靠近城郊的則稱為都鄉侯。)。隨後歷任中書郎、司徒右長史及吏部郎等官。

### 平步青雲
宋明帝泰始元年（465年）-30歲
宋明帝劉彧即位，起初想要讓褚淵加領太子屯騎校尉，但褚淵不接受，因此，便任命褚淵為侍中、知東宮事，後轉吏部尚書之職。而後明帝欲讓他加領太子右衛率，褚淵辭謝不受。
泰始二年（466年）-31歲
褚淵隨著司徒建安王劉休仁統率大軍抵抗奉晉安王劉子勛為帝的聯軍，史稱「義嘉之難」。休仁屯兵鵲尾，並派褚淵到軍中並給了他決定包括將帥以下人員勳賞的權力。
同年子勛政權覆滅，褚淵被加驍騎將軍。不過，原本見聯軍土崩瓦解後，欲向劉宋朝廷上表請降的徐州刺史薛安都，卻因宋明帝受降的強硬姿態，派遣鎮軍將軍張永、中領軍沈攸之率5萬兵馬北上相迎其來朝，薛安都見此遂決心叛歸北魏，致令宋廷最終丟失了淮北大片土地(青徐二州)。
因淮、泗等地戰亂頻仍，褚淵便受明帝之命令到北方慰勞北伐諸軍，回來後向明帝陳述北方軍情，並建議增加盱眙以西諸鎮的裝備，明言歷陽、瓜步、鍾離及義陽四鎮必須以重兵及有才能者駐守，不可能只依靠壽春的軍力防守。明帝早年就和褚淵交好，到了現在自然就視其為親信，對其言聽計從，並改封其為雩都縣伯，食邑五百戶。
明帝一朝，而後褚淵歷任侍中領右衞將軍、散騎常侍兼丹陽尹以及吳興太守兼散騎常侍。而後明帝又想為其增秩千石(增加俸祿)，但褚淵堅決辭謝此增秩。
泰始七年（471年）-36歲
明帝病重，急派使者到吳興郡召褚淵入朝，想將身後之事交付給他，那時明帝擔憂任建安王劉休仁會在其死後威脅到太子的地位而想殺掉他，褚淵雖極力勸阻，但明帝卻不聽，褚淵亦無奈接受。隨後任命其為吏部尚書，並且如故領散騎常侍、衛尉之職，褚淵不願接受，明帝便改授尚書右僕射，領衞尉(統領宫中衛士，負責宫廷治安，較羽林虎賁二禁衛軍離皇帝更外層)。褚淵以自己母親年事已高，身體不便，需要他早晚照顧奉養，堅決辭謝衛尉的職位，但明帝不允許，便只得兼任。

### 顧命大臣
宋明帝泰豫元年（472年）-37歲
宋明帝劉彧駕崩，遺詔任命褚淵為中書令、護軍將軍，加散騎常侍，與尚書令袁粲、尚書右僕射、中領軍劉勔、征西將軍、荊州刺史蔡興宗及鎮軍將軍沈攸之共五人同獲顧命。此時，褚淵又向明帝舉薦他一直都很欣賞的將領蕭道成，令蕭道成獲授右衞將軍、領衞尉的官職，得掌禁軍並與袁粲等參機要事。
年僅10歲的宋後廢帝劉昱即位後，褚淵及袁粲二人共輔朝政，雖然他們齊心處事，亦大倡儉約，接見大量來訪人客都未曾表露過驕慢懈怠的神色。然而他們對於真正掌握大權的明帝倖臣右衞將軍領南蘭陵太守王道隆及驍騎將軍，加淮陵太守阮佃夫卻無力牽制。
褚淵生母郭氏同年冬季亦去世，時任衛將軍的褚淵因而離職，他因為母親過世而導致精神委頓，甚至不洗澡，旁人見了甚至認不出來。但而後，後廢帝下詔斷哭，禁止吊客，並派遣袁粲勸說，因此母親下葬完畢後，就以中軍將軍還攝本職。
宋後廢帝元徽二年（474年）-39歲
5月12日，劉宋桂陽王、江州刺史劉休範在江州起兵叛亂，4天後直撲建康。5月20日朝廷知曉此事後，護軍褚淵和當時因母喪而拒絕復職的衞將軍袁粲都入衞宮省，以安定眾心，而亂事亦被右衛將軍蕭道成統領的軍隊所平定。平亂之後褚淵被加尚書令、侍中等職，並且配備班劍（手持班劍的武士二十人），褚淵隨後辭退尚書令一職。
元徽三年（475年）-40歲
進爵為雩都縣侯，增邑一千戶；在守喪期過後獲授中書監，而侍中及護軍將軍則如故，並且給鼓吹一部。休範之亂被平定以後，褚淵與袁粲、劉秉及蕭道成輪流入朝決事，時稱「四貴」，不過當時後廢帝行為率性猖狂，更加猜忌有功的蕭道成，道成遂有廢立之意，遂向三人表達意向，袁粲及劉秉皆反對廢立，但褚淵卻默不作聲，心中支持道成。
元徽五年
宋順帝昇明元年（477年）-42歲
8月1日，農曆七夕夜，侍衛楊玉夫、楊萬年在後廢帝的威脅後，便私下策劃謀殺後廢帝，於是便在其熟睡之際用其防身刀斬下他的首級，接著將首級交給蕭道成心腹越騎校尉王敬則，王敬則連忙去見蕭道成，隨後蕭道成變身著甲冑進入皇宮，宣布後廢帝的死訊，隨後以太后名義於當晚召集「四貴」集議後事，袁粲及劉秉都不肯主事，褚淵此時則推舉了道成，道成於是下令改立安成王劉準為帝。劉準隨後即位，是為宋順帝，褚淵改號衞將軍、開府儀同三司，侍中如故，並且配備甲仗(全副武裝的士兵)五十人入殿。
十二月丁巳日（12月28日），荊州刺史沈攸之起兵，宣稱皇太后王貞風賜他蠟燭，其中藏有太后手令稱「社稷之事，一以委公」，討伐專權的蕭道成。袁粲及劉秉、黃回等人都暗中響應攸之，於禁軍安插心腹，約定於十二月二十三日夜共同起事。褚淵亦已預料到袁粲等人的取態，故道成在攸之起兵時召褚淵議事，褚淵就說：「西方變亂肯定不成功，但當先防備京內生變。」讓蕭道成早作預備；及至袁粲將起兵圖謀透露給褚淵，褚淵亦即向道成報告。石頭城一戰，夜晚蕭道成部將戴僧靜翻進城內，斬殺袁粲、袁最父子，並安撫黃回，建康周圍亂事遂平定。
昇明二年（478年）-43歲
春，沈攸之兵敗逃往江陵城，但江陵早被蕭道成心腹雍州刺史張敬兒發兵攻陷，並且殺死沈攸之2個兒子和4個孫子。沈攸之無處可逃、士卒紛紛逃散，無奈下在華容的一片樹林內上吊自盡，荊州之亂遂平定。而後，褚淵進位中書監、司空，原本官職則如故(衛將軍、侍中)。蕭道成則因功被加授太尉、都督十六州諸軍事。而後褚淵在和太尉右長史王儉等人的運作下，劉宋朝廷便在蕭道成原本的官爵之上，更加封了假黃鉞、都督中外諸軍事、太傅、領揚州牧，並且達成篡位的基本條件-劍履上殿、入朝不趨、贊拜不名的三大殊榮。但蕭道成辭退，經詔書勸說後，便只受黃鉞，殊禮則辭退不受。
昇明三年（479年）-44歲
正月蕭道成再獲劍履上殿、入朝不趨、贊拜不名，並受之。三月，蕭道成進位相國，總百揆，封十郡為齊公，建齊臺，並加九錫。褚淵以當年任曹魏司徒的何曾求為晉臺丞相為先例而自求任齊相，但道成則謙而不許。同年四月進爵齊王，加殊禮。並在四月甲午日（5月29日），道成篡位，在建康之南登基稱帝，立國號為「齊」，是為齊高帝。褚淵以本官加使持節兼太保身份與王僧虔奉皇帝璽綬予高帝。至此劉宋朝滅亡，立國六十年。

### 南齊開國元勛
齊高帝建元元年（479年）-44歲
南齊建國以後，高帝任命褚淵為司徒、侍中、領中書監，封南康郡公(南朝異姓最高爵位)，食邑三千戶，九月丙午日（10月8日）再加領尚書令一職，位極人臣。褚淵卻一直辭讓司徒，並寫信給尚書右僕射王儉表示想依東晉蔡謨先例只領司徒，惟在王儉反對及高帝於建元二年（480年）正月再申前命下仍不肯接受。
建元二年十二月戊戌（481年1月22日）-46歲
齊高帝又再任命褚淵為司徒。入齊後，高帝很多時都諮詢褚淵朝廷機要之事，意見亦多見聽從，禮遇甚重。
建元四年（482年）-47歲
三月壬戌(4月11日)，高帝在臨光殿駕崩，臨終前兩天召司徒褚淵、左僕射王儉交代後事，遣詔褚淵錄尚書事(南朝實際丞相職，百官之首)，與王儉一同輔政。不久齊武帝蕭賾即位。再加班劍三十人，五日上一次朝的禮待。
隨後褚淵在該年患病，又見上相星有異變，因而求退，堅持之下獲改授司空，領驃騎將軍，侍中、錄尚書如故。至八月癸卯日（9月19日），褚淵去世，享年四十八歲，死時家無餘財並欠下數十萬錢債，齊武帝策贈棺槨及朝服一套，衣一襲，錢二十萬，布二百疋，蠟二百斤，又贈太宰(即太師)，諡文簡，葬禮依宋太保王弘先例進行。

## 性格特徵

### 俊美善樂
- 褚淵外表俊美，亦有儀態，行止皆有風範，每當朝會時百官及外國使者都引頸看他，宋明帝也曾說：「褚淵遲行緩步，憑此就能當宰相了。」[12]

- 褚淵會清談議論，更擅長彈琵琶，齊武帝尚為皇太子時就曾送褚淵一個金鏤柄銀柱琵琶[13]。又有一次褚淵與王景文及謝莊等人到袁粲家中聚會，時值秋夜，景色很美，褚淵即席以琴彈一曲《別鵠》，王景文及謝莊都讚嘆不已[14]。

### 堅拒淫威
- 劉宋孝武帝長女山陰公主劉楚玉，極好男色，曾向其弟宋前廢帝劉子業抱怨皇帝可以有後宮數百人，但她自己卻只有駙馬一人。因此前廢帝便提供給她左右面首三十人，以供玩樂。[15]又因褚淵外貌俊美有儀容聞名當時，因此她便貪戀時任吏部郎的褚淵之美貌，請求其弟宋前廢帝讓褚淵入侍，褚淵就與公主相對了十日，期間硬頂住公主的逼迫不肯就範，公主還說道:「閣下的鬍鬚如此威武，怎麼就没有一點大丈夫的氣概呢。」褚渊回答道：「在下雖然不才，但也不敢做此淫亂之事。」，公主無奈下沒辦法，只能放他歸去[16][17]。

- 但也因山陰公主威逼之事，在這十天裡結識了她的駙馬何戢，二人也因此成為了好友。而何戢與褚淵相同，出身高門廬江何氏的他，也是一位長相俊美、儀態端莊的美男子，在儀貌舉止等各方面的一舉一動，都喜歡模仿褚淵，因此被當時的人們稱為「小褚公」。

### 不喜錢財
- 褚淵不愛錢財，湛之死時褚淵將家產都讓給了弟弟褚澄，自己只拿走數千卷書籍。

- 當吏部尚書之時有人用金餅賄賂他以求官，反為褚淵拒絕，聲言：「你憑你自己就本值得一官職，不必靠這東西。若你必定要給我，我不能不上奏呀。」嚇得對方立即收起金餅離去。及後褚淵向人提及此事時卻不肯指出那人是誰[18]。

- 又在宋明帝泰始年間，因明帝強硬態度迫使徐州刺史薛安都投降北魏，導致隨後劉宋失去淮北之地後，人們再難得到鰒魚，間中有些從北方偷偷運來，一條值上數千錢。有人就送了三十條鰒魚給褚淵，門生見褚淵經濟環境不好，就提出將魚都賣掉，說可換到十萬錢，但褚淵卻嚴辭拒絕並和親好們分享食用，很快就吃光了[19]。

- 褚淵為人溫和文雅，不輕舉罔動，早在瓜步之戰時，因著魏軍兵臨瓜步聲言渡江，時任丹陽尹的褚湛之就命褚家子弟在齋前著芒履學行，說要居安思危，時年十多歲的褚淵面對旁人譏笑則面有慚色[20]。長大後，一次遇到火災，火和煙都很大，身邊的人都緊張起來，但褚淵卻慢慢叫來乘輦，從容坐著離開[21]。

### 眼白較大
- 褚淵雙眼瞳孔看起來眼白佔比較大，當時反對他的人稱其為「白虹貫日」，以此古人認為不祥的天象譏諷褚淵將斷送宋室江山[22]。

## 詩詞創作、章奏表議
根據《《全上古三代秦流三國六朝文·全齊文》》紀載，褚淵曾有文集十五卷，今已佚失。
另錄有:
《秋傷賦》:「雲紛紛而夾轉兮，樹菸黃而隕落。瞻孤游之流鴻兮，觀雲間之舞鶴。景暖暖而向頹兮，時冉冉而將薄。獨悲愁而悽慘兮，歛輕裾以歸幕。」
《为宋順帝禪位齊王詔》:「惟德動天，玉衡所以載序；窮神知化，億兆所以歸心。……相國齊王，天誕睿聖，河嶽炳靈，拯傾提危……便遜位別宮，敬禪於齊，一依唐虞、魏晉故事。」(案《王儉傳》言，褚淵為禪詔文。)
《答詔稱抑世隆》:「世隆至性純深，哀過乎禮。事陛下在危盡忠，喪親居憂，杖而後起，立人之本，二理同極，加榮增寵，足以厲俗敦風。」
《奏劾陸澄》:「宋世左丞荀伯子彈彭城令張道欣等，坐界劫累發不禽，免道欣等官；……澄謏聞膚見，貽撓後昆，上掩皇明，下籠朝識，請以見事免澄所居官。」
《難王儉喪遇閏議》:「厭屈之典，由所尊奪情，故祥縞備制，而年月不申。今以十一月而祥，從期可知。既計以月數，則應數閏以成典。若猶含之，何以異於縞制。疑者正以祥之當閏，月數相縣。積分餘閏，歷象所弘。計月者數閏，故有餘月，計年者苞含，故致盈積。稱理從制，有何不可？」
《薦臧榮緒啟》:「榮緒，朱方隱者。昔臧質在宋，以國戚出牧彭岱，引為行佐，非其所好，謝疾求免。蓬廬守志，漏濕是安，灌蔬终老。與友關康之沈深典素，追古著書，撰《晋史》十帙，贊論雖無逸才，亦足彌綸一代。臣歲時往京口，早與之遇。近報其取書，始方送出，庶得備錄渠閣，采異甄善。」
《謝賜佩啟》:「傳詔宜敕，賜臣玉佩一具。制懋姬嬴，寶冠荊越，璇瑰鎮曜，珩玦凝華。採賁蓬楹，響聞繩戶；佩服載驚，心容交惕。」
《遜位啟》:「臣顧惟凡薄，福過災生，未能以正情自安，遠慚彥輔。既內懷耿介，便覺晷刻難推。叨職未久，首歲便嬰疾篤，爾來沈痼，頻經危殆，彌深憂震。……伏願恢闡宏猷，賜開亭造，則臣死之日，猶生之年。」
《答蕭領軍書》:「來告穎亮，敬挹無已。謙貶居心，深承非飾，此誠此旨，久著言外；況復造席舒衿，迂翰緒意，推情顧己，信足書紳。但今之所宜商榷，必以輕重相推。……茍殉獨善，何以處物！受不自私，彌見至公，表裏詳究，無而後可。想體殊常，深思然納。」
《答何昌寓書》:「追風古人，良以嘉歎。但事既昭晦，理有逆從。建平初阻，元徽未悖，專欲委咎阮、楊，彌所致疑。于時正亦謬參此機，若審如高論，其愧特深。」
《太廟登歌》:「惟王建國，設廟凝靈。月薦流典，時祀暉經。瞻宸僾思，雨露追情。簡日筮晷，閟奠升文。金罍渟桂，沖幄舒薰。備僚肅列，駐景開雲。至饗攸極，睿孝惇禮。具物咸潔，聲香合體。氣昭扶幽，眇慕纏遠。迎絲驚促，送佾留晚。聖衷踐候，節改增愴。妙感崇深，英徽彌亮。」

## 評價
齊代人士大多鄙視褚淵，譏笑他貪生怕死、辜負宋明帝顧托，如有「可憐石頭城，寧為袁粲死，不作褚淵生！」的歌謠傳唱。他的長子褚賁在褚淵死後，即使在喪期過後仍不肯拜侍中，領步兵校尉，左民尚書，散騎常侍，秘書監的官職。永明六年（488年）更上表將由他繼嗣的南康郡公爵位讓給了其弟褚蓁，當時人都認為他是憤恨其父失節於宋室而不肯仕齊。褚淵堂弟褚炤向來亦不滿褚淵身仕兩朝，正以褚淵當蕭齊開國功臣為「門戶不幸」，甚至指褚淵不若在當中書郎時就死了，更能保名士之名。鬱林王蕭昭業被蕭鸞所廢以前，驃騎錄事參軍樂預對丹陽尹徐孝嗣說：「外面傳得很盛，似將有廢立之事，你蒙受武帝特別的恩德，受託付的重責，恐怕不能贊同這事。人們當日譏笑褚公，到今天仍看不起他。」正以褚淵事勸諫孝嗣。當時出身高門的隱士何點在王儉及褚淵二人位居蕭齊宰相之時說道：「我已經寫好《齊書》贊文了：『淵既世族，儉亦國華；不賴舅氏，遑恤國家。」』諷刺二人既為高門精英，亦是劉宋姻親，如今連親族也不幫助，還怎能顧上國家。又一次褚淵入朝時以腰扇擋太陽，向來敢言的劉祥走過其側時向他說：「做出了這樣的事，都該羞愧得不敢見人了，用扇遮又有何用？」褚淵反擊道：「寒士出言不遜。」劉祥再說：「殺不了劉秉和袁粲，怎能不當個寒士呀。」不甘褚淵以其高門欺壓的沈文季亦曾在尚為皇太子的齊武帝面前罵褚淵：「褚淵自稱忠臣，不知道去世那天有甚麼面目去見宋明帝？」
抗日战争时期，陈寅恪為新近去世的汪精衞作詩，其中一句“褚渊迟死更堪悲”感慨其晚节不保。

## 子女
- 褚賁，官至劉宋侍中，後因父親協助齊篡宋，鬱鬱寡歡而死。
- 褚蓁，仕齊至太子詹事，度支尚書，領軍將軍。

## 延伸阅读
[在维基数据编辑]
 《南齊書·卷23》，出自萧子显《南齊書》
 在维基共享资源阅览影像